# Mattia de Rossi
Mattia de Rossi (né le 14 janvier 1637 à Rome, mort le 2 août 1695) est un architecte italien de la période baroque au XVIIe siècle.
Il a été le premier directeur ou de l'Accademia di San Luca en 1681 et de 1690 -1693, remplacé ensuite par Carlo Fontana.

## Biographie

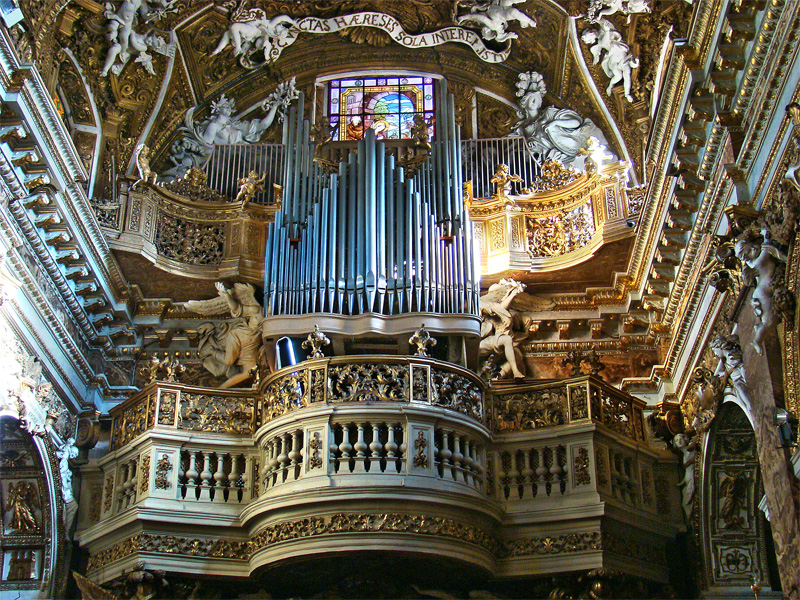
Cantoria de l'église Santa Maria Della Vittoria, décorée par Mattia de Rossi

Issu d'une famille d'architectes et d'artisans, il travaille sous l'autorité de Gian Lorenzo Bernini. Après la mort de celui-ci en 1680, il hérite du poste d'architecte en chef de la Fabbrica di San Pietro (Atelier de la basilique Saint-Pierre) et à ce poste, il continue le travail commencé par Bernini à l'extérieur des colonnades et du Ponte Sant'Angelo.

## Œuvres
- Façades des églises Saint-Gall et San Francesco à Ripa (construites en 1681-1701).
- Touches de finition ou reconstruction de l'Église Saint-André du Quirinal, la Basilique Santa Maria in Montesanto ; San Bonaventura dei Lucchesi ; le bureau de douane à Ripa Grande ; le Palazzo Muti Papazzurri (1660), le monument tombal de Giovanna Garzoni dans l'église Santi Luca et Martina ; le Mausolée de Léon X et le monument de Clément X (Basilique Saint-Pierre). Ce dernier monument funéraire a été conçu par De Rossi, mais les sculptures ont été réalisées par Lazzaro Morelli, Ercole Ferrata et Giuseppe Mazzuoli.
- Immaculée conception, peut-être avec Bernini, de l'église centrale et du complexe de San Bonaventura à Monterano (1677), aujourd'hui en ruine.

## Sources
- (en) Cet article est partiellement ou en totalité issu de l’article de Wikipédia en anglais intitulé « Mattia de Rossi » (voir la liste des auteurs).